# Asteriks w Italii
Asteriks w Italii (fr. Astérix et la Transitalique) – trzydziesty siódmy album o przygodach Gala Asteriksa. Autorem scenariusza jest Jean-Yves Ferri, a za rysunki odpowiadał Didier Conrad.
Premiera albumu miała miejsce w październiku 2017 r.
Historia wzbudziła zainteresowanie mediów w 2020 r., po ogłoszeniu pandemii zakaźnej choroby COVID-19, wywoływanej przez koronawirusa SARS-CoV-2, ponieważ jedną z postaci jest Rzymianin Coronavirus.

## Fabuła
Senat Rzymu debatuje nad opłakanym stanem rzymskich dróg. Odpowiedzialny za ten obszar senator Lactus Bifidus odpiera stawiane mu zarzuty; chce zorganizować wyścigi zaprzęgów konnych wokół Półwyspu Apenińskiego, by w ten sposób udowodnić jakość dróg Italii. Juliusz Cezar popiera pomysł wyścigu i możliwość udziału w nim zarówno Rzymian, jak i mieszkańców Italii oraz barbarzyńców. Zobowiązuje jednak Bifidusa do zapewnienia, że zwycięstwo przypadnie załodze rzymskiej.
W tym czasie Asteriks, Obeliks, Idefiks i Długowieczniks przebywają na jarkmarku w Darioritum w Armoryce. Obeliks dowiaduje się od sybilii, że zostanie wielkim woźnicą rydwanu. Pod wpływem tej wróżby decyduje się kupić rydwan i wziąć udział w organizowanym przez Cezara wyścigu. Chcąc nie chcąc, Asterix przyłącza się do przyjaciela.

## Nawiązania
- właściciel oberży w Parmie jest karykaturą włoskiego tenora Luciano Pavarottiego[4],
- rzymski woźnica Coronavirus jest zainspirowany postacią francuskiego kierowcy wyścigowego Alaina Prosta[4],
- Crezus Lupus, producent garum, jest karykaturą włoskiego polityka Silvo Berlusconiego[4],
- księżniczki Tyleafer i Abybezafer z królestwa Kusz nawiązują do postaci amerykańskich tenisistek Sereny Williams i Venus Williams[5].